# Извршни продуцент
Извршни продуцент је обично инвеститор у филмском или позоришном пројекту. Извршни продуцент може бити и титуларна захвалност коју је редитељ дао некоме ко плаћа израду филма. Може бити више извршних продуцената на пројекту, у зависности од финансијског аранжмана. 